# Королевская академия изящных искусств Сан-Фернандо
Королевская академия изящных искусств Сан-Фернандо, Королевская академия изящных искусств святого Фердинанда (исп. Real Academia de Bellas Artes de San Fernando, сокр. RABASF) — государственная академия художеств Испании, расположенная в Мадриде. Известна также своей картинной галереей. Входит в Институт Испании.

## История
Решение об открытии художественной академии в испанской столице было принято в эпоху Просвещения, в 1744 году. Академия была основана 12 апреля 1752 года королём Испании Фердинандом VI и первоначально называлась «Королевская академия трёх благородных искусств имени святого Фердинанда» (исп. Real Academia de las Tres Nobles Artes de San Fernando). В число этих трёх «благородных искусств», которым обучали в академии, тогда входили живопись, скульптура и архитектура. У истоков академии стояли Джованни Баттиста Саккетти, Луи Мишель ван Лоо и Луис Мелендес. Первым директором академии стал венецианский живописец, работавший в Испании, Якопо Амигони.
Нынешнее название академия носит с 1873 года, после того, как в ней на отдельном факультете стала преподаваться музыка. 
В 1987 году добавились такие отделения, как фотография, видеоискусство, кинематография и телевидение.
В музее академии выставлено богатое собрание испанской и западноевропейской живописи XVI—XX веков, в том числе работы Рубенса, Корреджо, Беллини, Сурбарана, Мурильо, Гойи, Х.Гриса и др.
Здание, в котором расположена академия, было построено в 1689 году выдающимся испанским архитектором эпохи барокко Чурригерой. В настоящее время Королевская академия является также штаб-квартирой Мадридской академии искусств.
Королевскую академию изящных искусств Сан-Фернандо в разные годы возглавляли многие выдающиеся деятели искусств Испании, в том числе Франсиско Гойя, Хенаро Перес Вильямиль, Луис Хосе Сарториус. Среди её студентов следует отметить таких мастеров, как Пабло Пикассо, Сальвадор Дали, Антонио Лопес Гарсия, Хуан Луна, Фернандо Ботеро, Хосе Балака, Хосе Касадо дель Алисал, Хосе Альварес Куберо, Серафин Авенданьо и др. В настоящее время её директором является Рамон Гонсалес де Амесуа-и-Норьега.

## Местонахождение
Основное здание академии расположено в самом центре Мадрида, на улице Алькала. Кроме главного академического помещения в Мадриде, RABASF располагается ещё в двух зданиях.